# Seznam dílů seriálu Bia
Toto je seznam dílů seriálu Bia.

## Přehled řad
| Řada | Díly | Premiéra v Argentině | Premiéra v Argentině | Premiéra v ČR     | Premiéra v ČR    |
| Řada | Díly | První díl            | Poslední díl         | První díl         | Poslední díl     |
| ---- | ---- | -------------------- | -------------------- | ----------------- | ---------------- |
| 1    | 20   | 24. června 2019      | 19. července 2019    | 4. listopadu 2019 | 5. prosince 2019 |
| 1    | 20   | 19. srpna 2019       | 13. září 2019        | 9. března 2020    | 3. dubna 2020    |
| 1    | 20   | 14. října 2019       | 8. listopadu 2019    | 6. dubna 2020     | 1. května 2020   |
| 2    | 40   | 16. března 2020      | 8. května 2020       | 9. listopadu 2020 | 5. ledna 2021    |
| 2    | 20   | 29. června 2020      | 24. července 2020    | 6. ledna 2021     | 2. února 2021    |

## Seznam dílů

### První řada (2019–2020)

#### První část:Taková jsem(2019)
| Č. v seriálu | Č. v řadě | Původní název                 | Premiéra v Argentině | Premiéra v ČR      |
| ------------ | --------- | ----------------------------- | -------------------- | ------------------ |
| 1            | 1         | Colorear una nueva aventura   | 24. června 2019      | 4. listopadu 2019  |
| 2            | 2         | Sonido de una melodia         | 25. června 2019      | 5. listopadu 2019  |
| 3            | 3         | Melodias En Sintonia          | 26. června 2019      | 6. listopadu 2019  |
| 4            | 4         | Voces De solo Corazón         | 27. června 2019      | 7. listopadu 2019  |
| 5            | 5         | Las dos Partes De Una Canción | 28. června 2019      | 11. listopadu 2019 |
| 6            | 6         | La Chica de la Voz            | 1. července 2019     | 12. listopadu 2019 |
| 7            | 7         | Corazones Confusos            | 2. července 2019     | 13. listopadu 2019 |
| 8            | 8         | La Bicicleta De Bia           | 3. července 2019     | 14. listopadu 2019 |
| 9            | 9         | Video Secreto                 | 4. července 2019     | 18. listopadu 2019 |
| 10           | 10        | Mal Entendido                 | 5. července 2019     | 19. listopadu 2019 |
| 11           | 11        | Mala Repercusión              | 8. července 2019     | 20. listopadu 2019 |
| 12           | 12        | El Video De Carmín            | 9. července 2019     | 21. listopadu 2019 |
| 13           | 13        | #StopBiaHater                 | 10. července 2019    | 25. listopadu 2019 |
| 14           | 14        | La cobra ataca novamente      | 11. července 2019    | 26. listopadu 2019 |
| 15           | 15        | La vida te devuelve           | 12. července 2019    | 27. listopadu 2019 |
| 16           | 16        | Talento Bia                   | 15. července 2019    | 28. listopadu 2019 |
| 17           | 17        | Remover con el Pasado         | 16. července 2019    | 2. prosince 2019   |
| 18           | 18        | El proximo Paso               | 17. července 2019    | 3. prosince 2019   |
| 19           | 19        | ¿Es solo interés?             | 18. července 2019    | 4. prosince 2019   |
| 20           | 20        | Cuéntales                     | 19. července 2019    | 5. prosince 2019   |

#### Druhá část:Všechno se vrací(2019)
| Č. v seriálu | Č. v řadě | Původní název                                | Premiéra v Argentině | Premiéra v ČR   |
| ------------ | --------- | -------------------------------------------- | -------------------- | --------------- |
| 21           | 21        | Conflitos Familiares                         | 19. srpna 2019       | 9. března 2020  |
| 22           | 22        | Amor Imposible                               | 20. srpna 2019       | 10. března 2020 |
| 23           | 23        | La Canción Inacabada                         | 21. srpna 2019       | 11. března 2020 |
| 24           | 24        | Propuesta Tentadora                          | 22. srpna 2019       | 12. března 2020 |
| 25           | 25        | Pensamientos Mal Entendidos                  | 23. srpna 2019       | 13. března 2020 |
| 26           | 26        | Cuatro Corazones En Una Canción              | 26. srpna 2019       | 16. března 2020 |
| 27           | 27        | Encuentros Ocultos                           | 27. srpna 2019       | 17. března 2020 |
| 28           | 28        | Los Tonos de Una Amenaza                     | 28. srpna 2019       | 18. března 2020 |
| 29           | 29        | Si Un Camino Se Cierra, Otro Siempre Se Abre | 29. srpna 2019       | 19. března 2020 |
| 30           | 30        | Tu Color Para Pintar                         | 30. srpna 2019       | 20. března 2020 |
| 31           | 31        | Cerca de Mí                                  | 2. září 2019         | 23. března 2020 |
| 32           | 32        | Verdades Ocultas                             | 3. září 2019         | 24. března 2020 |
| 33           | 33        | Rastros de un Pañuelo Dorado                 | 4. září 2019         | 25. března 2020 |
| 34           | 34        | De El Odio No Sale Nada Bueno                | 5. září 2019         | 26. března 2020 |
| 35           | 35        | Ahogados en Sentimientos                     | 6. září 2019         | 27. března 2020 |
| 36           | 36        | Caminos Divididos                            | 9. září 2019         | 30. března 2020 |
| 37           | 37        | Lejos, Sin Querer                            | 10. září 2019        | 31. března 2020 |
| 38           | 38        | La Esperanza es Lo Último que Se Pierde      | 11. září 2019        | 1. dubna 2020   |
| 39           | 39        | La Música Puede Unirnos                      | 12. září 2019        | 2. dubna 2020   |
| 40           | 40        | Penas de Un Primer Amor                      | 13. září 2019        | 3. dubna 2020   |

#### Třetí část:To nejlepší začíná(2019)
| Č. v seriálu | Č. v řadě | Původní název                          | Premiéra v Argentině | Premiéra v ČR  |
| ------------ | --------- | -------------------------------------- | -------------------- | -------------- |
| 41           | 41        | Beso inesperado                        | 14. října 2019       | 6. dubna 2020  |
| 42           | 42        | Las huellas de la tristeza             | 15. října 2019       | 7. dubna 2020  |
| 43           | 43        | Cada sentimiento brillará por ti       | 16. října 2019       | 8. dubna 2020  |
| 44           | 44        | La inspiración a nuestro alrededor     | 17. října 2019       | 9. dubna 2020  |
| 45           | 45        | Trampas en nuestro camino              | 18. října 2019       | 10. dubna 2020 |
| 46           | 46        | La conspiración contra nosotros        | 21. října 2019       | 13. dubna 2020 |
| 47           | 47        | Las cartas que me llevan a ti          | 22. října 2019       | 14. dubna 2020 |
| 48           | 48        | Por ti no me detendré                  | 23. října 2019       | 15. dubna 2020 |
| 49           | 49        | El estilo de una proposición astuta    | 24. října 2019       | 16. dubna 2020 |
| 50           | 50        | Me dejaré llevar                       | 25. října 2019       | 17. dubna 2020 |
| 51           | 51        | La actitud que nos lleva               | 28. října 2019       | 20. dubna 2020 |
| 52           | 52        | Al ritmo de nuestro corazón            | 29. října 2019       | 21. dubna 2020 |
| 53           | 53        | Nadie es responsable de lo que sientes | 30. října 2019       | 22. dubna 2020 |
| 54           | 54        | Una cancion que nos conecta            | 31. října 2019       | 23. dubna 2020 |
| 55           | 55        | #SoyComoSoy                            | 1. listopadu 2019    | 24. dubna 2020 |
| 56           | 56        | Ilusión de esperanzas                  | 4. listopadu 2019    | 27. dubna 2020 |
| 57           | 57        | Nada fue como esperábamos              | 5. listopadu 2019    | 28. dubna 2020 |
| 58           | 58        | BeU tu vida                            | 6. listopadu 2019    | 29. dubna 2020 |
| 59           | 59        | Si tú estás conmigo                    | 7. listopadu 2019    | 30. dubna 2020 |
| 60           | 60        | Si vuelvo a nacer                      | 8. listopadu 2019    | 1. května 2020 |

### Druhá řada (2020)

#### První část:BeU náš život(2020)
| Č. v seriálu | Č. v řadě | Původní název                                | Premiéra v Argentině | Premiéra v ČR      |
| ------------ | --------- | -------------------------------------------- | -------------------- | ------------------ |
| 61           | 1         | Nuevos Comienzos                             | 16. března 2020      | 9. listopadu 2020  |
| 62           | 2         | Un plan perfecto                             | 17. března 2020      | 10. listopadu 2020 |
| 63           | 3         | Bajo sospecha                                | 18. března 2020      | 11. listopadu 2020 |
| 64           | 4         | Votos de confianzas y preparativos finales   | 19. března 2020      | 12. listopadu 2020 |
| 65           | 5         | Un lanzamiento de sentimientos               | 20. března 2020      | 13. listopadu 2020 |
| 66           | 6         | Como resultado de actitudes                  | 23. března 2020      | 16. listopadu 2020 |
| 67           | 7         | Malas excusas                                | 24. března 2020      | 17. listopadu 2020 |
| 68           | 8         | Colisiones de decepciones                    | 25. března 2020      | 18. listopadu 2020 |
| 69           | 9         | En los dones de la manipulación              | 26. března 2020      | 19. listopadu 2020 |
| 70           | 10        | Separados, pero juntos                       | 27. března 2020      | 20. listopadu 2020 |
| 71           | 11        | Doble trampa                                 | 30. března 2020      | 23. listopadu 2020 |
| 72           | 12        | Confianzas y secretos                        | 31. března 2020      | 24. listopadu 2020 |
| 73           | 13        | Verdades secretas                            | 1. dubna 2020        | 25. listopadu 2020 |
| 74           | 14        | Eclipsados por los miedos                    | 2. dubna 2020        | 26. listopadu 2020 |
| 75           | 15        | Buscando la verdad                           | 3. dubna 2020        | 27. listopadu 2020 |
| 76           | 16        | Crisis sentimental                           | 6. dubna 2020        | 30. listopadu 2020 |
| 77           | 17        | Intenciones y alianzas                       | 7. dubna 2020        | 1. prosince 2020   |
| 78           | 18        | Una revelación enmascarada                   | 8. dubna 2020        | 2. prosince 2020   |
| 79           | 19        | Las consecuencias de las malas repercusiones | 9. dubna 2020        | 3. prosince 2020   |
| 80           | 20        | El poder de una revelación                   | 10. dubna 2020       | 4. prosince 2020   |
| 81           | 21        | Tiempos de adversidad                        | 13. dubna 2020       | 7. prosince 2020   |
| 82           | 22        | Teoría del caos                              | 14. dubna 2020       | 8. prosince 2020   |
| 83           | 23        | En la tierra del amor y el odio              | 15. dubna 2020       | 9. prosince 2020   |
| 84           | 24        | El arte de un crimen                         | 16. dubna 2020       | 10. prosince 2020  |
| 85           | 25        | Un pasado de misterios                       | 17. dubna 2020       | 11. prosince 2020  |
| 86           | 26        | Volver a empezar                             | 20. dubna 2020       | 14. prosince 2020  |
| 87           | 27        | #BiaIsACriminal                              | 21. dubna 2020       | 15. prosince 2020  |
| 88           | 28        | La confianza se rompe                        | 22. dubna 2020       | 16. prosince 2020  |
| 89           | 29        | Un falso culpable                            | 23. dubna 2020       | 17. prosince 2020  |
| 90           | 30        | Epílogo                                      | 24. dubna 2020       | 18. prosince 2020  |
| 91           | 31        | Razones que afectan los sentimientos         | 27. dubna 2020       | 21. prosince 2020  |
| 92           | 32        | Relates y encuentros casuales                | 28. dubna 2020       | 22. prosince 2020  |
| 93           | 33        | Mentiras que ya no convencen                 | 29. dubna 2020       | 23. prosince 2020  |
| 94           | 34        | Intuición inevitable                         | 30. dubna 2020       | 28. prosince 2020  |
| 95           | 35        | Una luz de secretos y emociones              | 1. května 2020       | 29. prosince 2020  |
| 96           | 36        | Vientos de cambios                           | 4. května 2020       | 30. prosince 2020  |
| 97           | 37        | Los caminos de la verdad                     | 5. května 2020       | 31. prosince 2020  |
| 98           | 38        | Confía en tu intuición                       | 6. května 2020       | 1. ledna 2021      |
| 99           | 39        | Hechos inconvertibles                        | 7. května 2020       | 4. ledna 2021      |
| 100          | 40        | Colores que iluminan nuestros corazones      | 8. května 2020       | 5. ledna 2021      |

#### Druhá část:Tady mě najdeš(2020)
| Č. v seriálu | Č. v řadě | Původní název                         | Premiéra v Argentině | Premiéra v ČR  |
| ------------ | --------- | ------------------------------------- | -------------------- | -------------- |
| 101          | 41        | Si El Cielo Se Oscurece               | 29. června 2020      | 6. ledna 2021  |
| 102          | 42        | El Lado Sombrío De La Verdad          | 30. června 2020      | 7. ledna 2021  |
| 103          | 43        | Guerra de Confidencias                | 1. července 2020     | 8. ledna 2021  |
| 104          | 44        | Acerca De Cometer Errores             | 2. července 2020     | 11. ledna 2021 |
| 105          | 45        | El Amor Puede Curar Todas Las Heridas | 3. července 2020     | 12. ledna 2021 |
| 106          | 46        | Cansancios y Intentos                 | 6. července 2020     | 13. ledna 2021 |
| 107          | 47        | Mar de Dudas                          | 7. července 2020     | 14. ledna 2021 |
| 108          | 48        | La Sintonía Que Nos Une               | 8. července 2020     | 15. ledna 2021 |
| 109          | 49        | Amor Inevitable                       | 9. července 2020     | 18. ledna 2021 |
| 110          | 50        | La Verdad Está Cerca                  | 10. července 2020    | 19. ledna 2021 |
| 111          | 51        | #SaveTheFundom                        | 13. července 2020    | 20. ledna 2021 |
| 112          | 52        | Disculpas y Amenazas                  | 14. července 2020    | 21. ledna 2021 |
| 113          | 53        | Lágrimas del Corazón                  | 15. července 2020    | 22. ledna 2021 |
| 114          | 54        | Maneras de Pedir Perdón               | 16. července 2020    | 25. ledna 2021 |
| 115          | 55        | Sorprendentes Revelaciones            | 17. července 2020    | 26. ledna 2021 |
| 116          | 56        | Gran Reencuentro                      | 20. července 2020    | 27. ledna 2021 |
| 117          | 57        | Planes Para BeU                       | 21. července 2020    | 28. ledna 2021 |
| 118          | 58        | Palabras Que Duelen                   | 22. července 2020    | 29. ledna 2021 |
| 119          | 59        | ¿Cuándo Pasó?                         | 23. července 2020    | 1. února 2021  |
| 120          | 60        | Aquí me Encontrarás                   | 24. července 2020    | 2. února 2021  |
| 121          | 61        | Bia: Un Mundo al Revés                | 19. února 2021       | bude oznámeno  |